# 索尼光領
索尼光領株式會社（ソニーオプティアーク株式会社；）是曾經存在的一家光碟機製造公司。其品牌「Optiarc」现由Vinpower Digital拥有并推出产品。

## 历史
2006年4月3日，索尼與日本電氣（NEC）合資成立索尼日電光領株式會社（Sony NEC Optiarc Inc.），成立時總部位於日本東京都品川區，Sony與NEC持股55%:45%。「Optiarc」在字義上意指「光學保存」（Optical-Archive），而在意義上表示是屬於「業界第一」的光學技術。

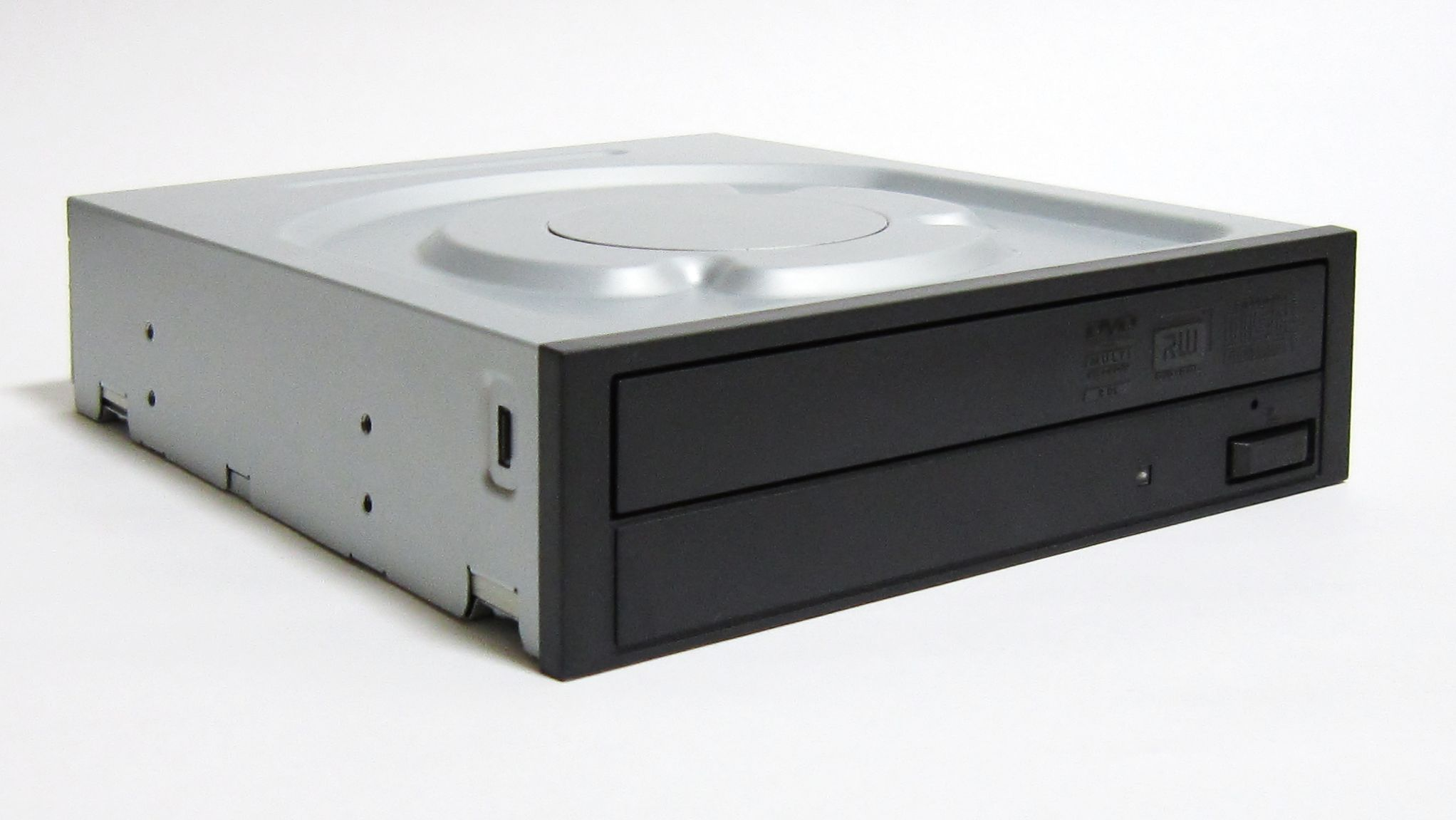
索尼光領AD-7240S光驱

2008年9月11日，索尼與NEC聯合宣布索尼將完全收購索尼日電光領全數股權。2008年12月5日，索尼日電光領成為索尼持股100%的子公司，並更名為索尼光領。
2012年8月25日，由於索尼決定撤離光碟機事業，索尼光領宣布將於2013年3月結束營業。2012年12月28日，索尼光領官方網站公告將於2013年3月31日關站。
2017年6月1日 , Optiarc品牌被Vinpower Digital收購後復活, 並隨後於Computex發表新燒錄機5290S Plus並支援DVD+R DL超燒至8.7GB的專利技術。